# La Cité de l'indicible peur
Ne doit pas être confondu avec La Cité de la peur.
Pour plus de détails, voir Fiche technique et Distribution.
La Cité de l'indicible peur  ou  La Grande Frousse est un film français réalisé par Jean-Pierre Mocky en 1964, d'après le roman du même nom de Jean Ray.
Intitulé La Grande Frousse lors de sa première sortie, le film a été rebaptisé La Cité de l'indicible peur selon la volonté de Jean-Pierre Mocky à l'occasion de ses ressorties (incluant l'édition DVD).

## Synopsis
À la suite d'une panne de la guillotine, Mickey le bénédictin, un faux-monnayeur condamné à mort, parvient à s'échapper. Les inspecteurs Triquet et Virgus se lancent à la poursuite, et partant du principe qu'un malfaiteur revient toujours sur les lieux de son crime, Triquet se retrouve à Barges, petit village d'Auvergne, dans le Cantal. Il enquête sans se dévoiler auprès des habitants en demandant après « un ivrogne frileux, chauve ou portant perruque, et détestant le cassoulet ».
Triquet va alors découvrir une population étrange :  Franqui, qui espionne tout ce qu'il peut avec ses jumelles et qui bavarde avec une statue grandeur nature de Sainte Urodèle, la sainte qui, jadis est venue à bout de « la bête », appelée aussi la bargeasque, et qui serait revenue hanter le village. Il y a aussi un boucher névrosé ; Gosserand, un jardinier facétieux ; Clabert, un médecin alcoolique ; le brigadier Loupiac ; Paul le pharmacien peureux ; Douve, le secrétaire de mairie psychorigide ; Chabriant le maire énigmatique entouré d'une cohorte d'huissiers, et Livina sa secrétaire. À la suite d'une indiscrétion, la véritable mission de Triquet est bientôt connue de tout le village. Les habitants lui demandent alors de traquer la bête. Après une course-poursuite dans le brouillard nocturne, Triquet arrêtera le boucher déguisé en monstre.
Le village pense revivre, quand une série de meurtres se produit. Franqui semble avoir été assassiné par Sainte Urodèle. Or Triquet se rend compte que c'est impossible, puisque la statue n'est pas articulée. D'autres meurtres suivront, et Triquet échappera de peu à une voiture folle lancée sans chauffeur vers lui. Finalement, Livina, la secrétaire de mairie, avouera tous ces meurtres. Ni la bargeasque, ni Mickey le bénédictin n'en seront responsables. Quant à ce dernier, il sera arrêté par l'inspecteur Virgus dans le village voisin.

## Fiche technique
- Réalisation : Jean-Pierre Mocky
- Assistants réalisateurs : Luc Andrieux, Georges Sénéchal
- Scénario : Jean-Pierre Mocky, Gérard Klein d'après le roman de Jean Ray, La Cité de l'indicible peur
- Dialogues  : Raymond Queneau
- Images : Eugen Schüfftan
- Opérateur : Jean-Marie Maillols, assisté de Pierre Brard et Pierre Barbe
- Son : Antoine Petitjean, assisté de Robert Cambourakis
- Musique : Gérard Calvi (éditions musicales Gérard Calvi)
  - Chanson interprétée par René-Louis Lafforgue, paroles de Jean-Pierre Mocky et Raymond Queneau, musique de Gérard Calvi
- Montage : Marguerite Renoir, assistée de Françoise Bac
- Maquettes : Rino Mondellini
- Décors : Jacques d'Ovidio
- Ensemblier : Nady Chauviret
- Costumes : Louis Féraud
- Coiffures : Carita
- Habilleuses : Annie Marolt, Madeleine Chopin
- Maquillage : Louis Dor
- Script-girl : Alice Ziller
- Régisseur : Jean-Philippe Mérand
- Administrateur : Roger Williame
- Directeur de production : Paul Laffargue
- Pellicule 35 mm, noir et blanc
- Tirage : Laboratoire G.T.C de Joinville
- Producteur délégué : Jérôme Goulven
- Photographe de plateau : Roger Forster
- Production : Atica, Société Nouvelle de Cinématographie (SNC), Productions Raimbourg
- Distribution : Castor Films, Consortium Pathé, C.F.D.C
- Tournage dans les studios de Saint-Maurice et pour les extérieurs à Salers en avril et mai 1964
- Date de sortie : 28 octobre 1964
- Durée : 87 minutes
- Genre : Comédie policière
- Visa d'exploitation : 28925
- Affiche : Vanni Tealdi (France)

## Distribution
- Bourvil : inspecteur Simon Triquet
- Jean-Louis Barrault : M. Douve, employé de mairie
- Francis Blanche : M. Franqui
- Victor Francen : docteur Clabert
- Véronique Nordey : Livina, la secrétaire du maire
- Jean Poiret : brigadier Loupiac
- Raymond Rouleau : le maire M. Chabriant
- Jacques Dufilho : le jardinier Gosseran
- René-Louis Lafforgue : Le boucher
- Roger Legris : M. Paul, le pharmacien
- Pasquali : Le chef de la police
- Marcel Pérès : inspecteur Virgus
- Lisette Lebon : Une employée au bordel
- Jenny Orléans : Mme Gosseran
- Maria-Rosa Rodriguez : Gilda
- Virginie Valois : Dorothée, la sœur de Livina
- Léonce Corne : brigadier Antoine
- Joe Davray : Mickey le bénédictin
- Pierre Durou : Le chef de gare de Barges
- Rudy Lenoir : le coiffeur cafetier
- Jean-Claude Rémoleux : L'homme à l'imperméable
- Claude Mansard : Le bourreau décapité
- Gérard Hoffmann : Un cavalier noir
- Jo Labarrère : Un cavalier noir
- Pierre Raffo : Un cavalier noir
- César Torrès : le bohémien avec Gilda
- Maritin
- André Muletin

Non crédités
- François Cadet : L'adjoint du bourreau
- Philippe Castelli : Le photographe
- Max Desrau : Le petit journaliste
- Michel Duplaix : Le contrôleur bègue
- Dominique Zardi : L'infirmier du commissariat
- Luc Andrieux
- Michel Nastorg
- Avec le concours de la population locale de Salers.

## Tournage
Salers et sa population, Château de Sedaiges, Château d'Anjony, une des deux entrées du tunnel routier du Lioran, tous situés dans le département du Cantal, et dans les Hauts-de-Seine La Défense devant le Cnit pour la scène de cavalcade initiale et finale.

## Autour du film
- Sainte Urodèle est une sainte fictive. Les urodèles sont des amphibiens incluant les salamandres et les tritons.
- C'est la production qui a imposé le titre La grande Frousse lors de la sortie du film en 1964, « titre racoleur et crétin à destination des beaufs » selon les dires de Mocky dans ses mémoires[3]. Le film fut un échec commercial à sa sortie mais fut « redécouvert » en 1972 avec le titre La Cité de l'indicible peur. Ce ne sera pas la dernière fois que la production impose un titre comportant le terme "grande" contre la volonté de Jean-Pierre Mocky : en 1968, il voulait appeler son film "Le Tube" mais la production voudra le nommer "La Grande Lessive".